# Plectromerus tertiarius
Plectromerus tertiarius är en skalbaggsart som beskrevs av Francesco Vitali 2004. Plectromerus tertiarius ingår i släktet Plectromerus och familjen långhorningar. Inga underarter finns listade i Catalogue of Life.